# RYBP
RYBP (англ. RING1 and YY1 binding protein) – білок, який кодується однойменним геном, розташованим у людей на короткому плечі 3-ї хромосоми.  Довжина поліпептидного ланцюга білка становить 228 амінокислот, а молекулярна маса — 24 822.
| 10         |  | 20         |  | 30         |  | 40         |  | 50         |
| ---------- |  | ---------- |  | ---------- |  | ---------- |  | ---------- |
| MTMGDKKSPT |  | RPKRQAKPAA |  | DEGFWDCSVC |  | TFRNSAEAFK |  | CSICDVRKGT |
| STRKPRINSQ |  | LVAQQVAQQY |  | ATPPPPKKEK |  | KEKVEKQDKE |  | KPEKDKEISP |
| SVTKKNTNKK |  | TKPKSDILKD |  | PPSEANSIQS |  | ANATTKTSET |  | NHTSRPRLKN |
| VDRSTAQQLA |  | VTVGNVTVII |  | TDFKEKTRSS |  | STSSSTVTSS |  | AGSEQQNQSS |
| SGSESTDKGS |  | SRSSTPKGDM |  | SAVNDESF   |  |            |  |            |

A: Аланін

C: Цистеїн

D: Аспарагінова кислота

E: Глутамінова кислота

F: Фенілаланін

G: Гліцин

H: Гістидин

I: Ізолейцин

K: Лізин

L: Лейцин

M: Метіонін

N: Аспарагін

P: Пролін

Q: Глутамін

R: Аргінін

S: Серин

T: Треонін

V: Валін

W: Триптофан

Кодований геном білок за функціями належить до репресорів, фосфопротеїнів. 
Задіяний у таких біологічних процесах як апоптоз, транскрипція, регуляція транскрипції. 
Білок має сайт для зв'язування з іонами металів, іоном цинку, ДНК. 
Локалізований у цитоплазмі, ядрі.